# Santa Terezinha de Goiás
Santa Terezinha de Goiás é um município brasileiro do interior do estado de Goiás. Sua população estimada em 2019 é de 10302 habitantes.
Santa Terezinha de Goiás localiza-se a 289 quilômetros de Goiânia, a capital do estado. É conhecida mundialmente pela grande produção de esmeraldas entre os anos 80 e 90.

## História
Santa Terezinha foi considerada a "Capital das Esmeraldas" entre os anos de 1980 a 1990, e se tornou o maior produtor de esmeraldas do mundo chegando a comportar mais de 25 mil habitantes. Devido a profícua produção de esmeraldas, viu-se o surgimento de outra cidade às margens do então garimpo e, logo mais, com a derrocada da produção gemológica no garimpo, veio a ser emancipada sob denominação de Campos Verdes.
Hoje a prática do garimpo fica no município de Campos Verdes que foi emancipado. A cidade vive do comércio e da agropecuária, com destaque para a cultura de gado leiteiro e de corte.

## Economia
A economia é baseada no comércio e no setor agropecuário, principalmente na criação de gado de corte e de leite. A cidade conta com grande variedade no comércio de alimentos, roupas e materiais de construção, uma fábrica de condimentos e uma de sorvete, móveis a carrocerias para caminhões. A cidade também conta com três jornais de circulação regional: Jornal Regional, Imprensa do Cerrado e Goiás Notícias.

## Projetos para a economia municipal
Um dos projetos para a economia municipal alavancar, é a a criação do Distrito Industrial de Santa Terezinha de Goiás. A cidade contará com grandes e pequenas novas indústrias e comércios, gerando mais renda e trazendo benefícios para a cidade.

## Bairros
- Caiçara
- Centro
- Dona Helena
- Esmeralda
- José Gomes
- Júlio Venâncio
- Palmas
- São Paulo
- Setor Oeste
- Sinésio

## Distritos
- Luzelândia
- Cedrolina
- Tuxelândia
- Martinopolis
- Boa Vista

## Lazer
A cidade possui o clube Rainha da Paz, o único da região que recebe vários banhistas de várias cidades. Também conta com o rio Crixás, que passa ao lado da cidade, e rio Caiçara. Possui praças de lazer com brinquedos para as crianças e diversão para adolescentes. Além de um calçadão arborizado na entrada da cidade, para caminhadas, corridas e alongamento, e conta com mais dois calçadões de caminhada nos setores Caiçara e Esmeralda.